# Білосток
Білосто́к (пол. Białystok, біл. Беласток, лит. Balstogė) — місто на північному сході Польщі, на річці Бяла. Адміністративний центр Підляського воєводства. Населення — 293 028 осіб.
Відстань до Варшави — 188 км, до кордону з Білоруссю — 54 км.
Залізничний вузол (станція Білосток). Відомий текстильною промисловістю, головним чином вовняної (сукнарство з 1830-х років XIX століття і бавовняної (новий комбінат). Харчова, деревообробна, керамічна промисловість, машинобудування. Медичний інститут і вечірня інженерна школа, усього 15 вищих навчальних закладів.

## Географія

### Клімат
| Клімат Білостока (1980—2012)                         | Клімат Білостока (1980—2012) | Клімат Білостока (1980—2012) | Клімат Білостока (1980—2012) | Клімат Білостока (1980—2012) | Клімат Білостока (1980—2012) | Клімат Білостока (1980—2012) | Клімат Білостока (1980—2012) | Клімат Білостока (1980—2012) | Клімат Білостока (1980—2012) | Клімат Білостока (1980—2012) | Клімат Білостока (1980—2012) | Клімат Білостока (1980—2012) | Клімат Білостока (1980—2012) |
| Показник                                             | Січ.                         | Лют.                         | Бер.                         | Квіт.                        | Трав.                        | Черв.                        | Лип.                         | Серп.                        | Вер.                         | Жовт.                        | Лист.                        | Груд.                        | Рік                          |
| Абсолютний максимум, °C                              | 12,0                         | 16,4                         | 20,0                         | 27,8                         | 31,1                         | 32,6                         | 36,1                         | 35,2                         | 31,1                         | 23,9                         | 17,2                         | 13,9                         | 36,1                         |
| Середній максимум, °C                                | −1                           | −0,2                         | 4,9                          | 12,4                         | 18,4                         | 21,4                         | 23,2                         | 22,6                         | 17,4                         | 11,5                         | 4,5                          | 0,3                          | 11,3                         |
| Середня температура, °C                              | −3,7                         | −3,4                         | 0,7                          | 7,0                          | 12,4                         | 15,7                         | 17,6                         | 16,9                         | 12,3                         | 7,4                          | 2,0                          | −2,2                         | 6,9                          |
| Середній мінімум, °C                                 | −6,4                         | −6,6                         | −3,5                         | 1,6                          | 6,4                          | 9,9                          | 11,9                         | 11,1                         | 7,1                          | 3,3                          | −0,5                         | −4,6                         | 2,5                          |
| Абсолютний мінімум, °C                               | −34,6                        | −31,1                        | −23,6                        | −8                           | −5                           | −0,2                         | −1,1                         | 0,1                          | −5,1                         | −11,1                        | −19,3                        | −29                          | −34,6                        |
| Середня кількість сонячних годин на місяць           | 36,1                         | 58,0                         | 124,6                        | 190,1                        | 252,6                        | 255,3                        | 258,0                        | 250,7                        | 158,6                        | 96,1                         | 36,5                         | 24,5                         | 1741,6                       |
| Норма опадів, мм                                     | 22.0                         | 26.9                         | 29.8                         | 36.9                         | 60.3                         | 67.9                         | 80.3                         | 54.4                         | 59.1                         | 51.2                         | 44.1                         | 34.3                         | 567.2                        |
| Днів з опадами                                       | 11,3                         | 11,2                         | 10,8                         | 10,5                         | 10,6                         | 12,2                         | 13,1                         | 10,4                         | 11,4                         | 10,2                         | 12,2                         | 14,1                         | 138                          |
| Днів з дощем                                         | 7                            | 7                            | 8                            | 9                            | 7                            | 8                            | 8                            | 7                            | 8                            | 9                            | 9                            | 6                            | 93                           |
| Днів зі снігом                                       | 9                            | 10                           | 7                            | 3                            | 0                            | 0                            | 0                            | 0                            | 0                            | 0                            | 5                            | 7                            | 41                           |
| Вологість повітря, %                                 | 90                           | 90                           | 80                           | 70                           | 70                           | 75                           | 75                           | 75                           | 85                           | 85                           | 90                           | 95                           | 82                           |
| ---------------------------------------------------- | ---------------------------- | ---------------------------- | ---------------------------- | ---------------------------- | ---------------------------- | ---------------------------- | ---------------------------- | ---------------------------- | ---------------------------- | ---------------------------- | ---------------------------- | ---------------------------- | ---------------------------- |
| Джерело: WeatherBase,, Climatebase.ru, meteoblue.com |                              |                              |                              |                              |                              |                              |                              |                              |                              |                              |                              |                              |                              |

## Історія
Білосток уперше згадується у 1437 році, тривалий час перебував під володінням впливових польських магнатів: Веселовських, потім Браницьких. Після поділів Польщі впродовж 1795—1807 років у складі Пруссії, потім Російської імперії з 1807 року. У 1918 році Білосток знову став частиною Польщі. У міжвоєнну добу (інтербелум) був адміністративним центром Білостоцького воєводства
Під час Другої світової війни окупований Німеччиною (1939), однак незабаром за Пактом Молотова — Ріббентропа переданий до складу Білоруської РСР і утворена Білостоцька область.
Упродовж 1941—1944 років знову окупований Німеччиною з утворенням Білостоцької округи. Під час окупації сталися події у місцевому гето.
У серпні 1945 року Білосток із прилеглими районами повернений Радянським Союзом комуністичній Польщі, влада якої знову встановила центром відновленого Білостоцького воєводства.

Сучасний логотип міста Білосток

З 1998 року — адміністративний центр Підляського воєводства.
Значну частину населення Білостока становлять білоруси і православні поляки, загалом близько 3%. З іншого боку, польські католики та польські атеїсти становлять близько 97% мешканців Білостока. Місто є культурним центром білоруської меншини в Польщі й одним з основних центрів Польської православної церкви. У Білостоці зберігаються мощі святого мученика Гавриїла Білостоцького.

## Демографія
Демографічна структура станом на 31 березня 2011 року:
|          | Загалом | Допрацездатний вік | Працездатний вік | Постпрацездатний вік |
| -------- | ------- | ------------------ | ---------------- | -------------------- |
| Чоловіки | 138120  | 25603              | 97907            | 14610                |
| Жінки    | 155878  | 24491              | 96935            | 34452                |
| Разом    | 293998  | 50094              | 194842           | 49062                |

## Культура
- Білостоцький театр ляльок

### Пам'ятки
- Палац Браницьких — «Підляський Версаль» (середина XVIII століття)
- Церква Успіння Богородиці (Старий костел, 1621) — найстаріший зі збережених храмів міста
- Церква Марії Магдалини (1758)
- Ратуша (1745—1761), у якій нині розташований музей
- Будинок Конюшого (1771)
- Собор Миколи Чудотворця (1843—1846), у якому в даний час зберігаються мощі святого Гавриїла Білостоцького
- Костел Святого Роха (XX століття)[9]

## Українці в Білостоці
Вказується, що на православному цвинтарі в місті наявні поховання Методія Довбні (1897—1931), інженера-лісовика; старшин армії УНР: Дмитра Зорянки, С. Йодка, М. П'ятницького, інженера Олександра Мартиніва (1894—1938), Дмитра Коваленка (1892—1938), сотника Юрія Забродського (1893—1933). Насправді у місті три православних цвинтаря.
У Білостоці діє Білостоцький відділ Союзу українців Підляшшя, який організовує уроки української мови у садках і школах у міста.

## Відомі особи

### Народились
- Арцимович Адам Антонович (1829—1893) — самарський губернатор, попечитель Одеської навчальної округи.
- Людвік Лазар Заменгоф (1859—1917) — творець мови есперанто
- Яків Ісидорович Перельман (1882—1942) — радянський учений, популяризатор фізики, математики й астрономії, один з основоположників жанру науково-популярної літератури.
- Дзиґа Вертов (1895(1896)-1954) — український та російський радянський кінорежисер
- Ришард Качоровський (1919—2010) — 6-й Президент Польщі у вигнанні
- Михайло Яримович (* 1933) — український інженер-винахідник у ділянці літально-космічних дослідів у США, брав участь у конструюванні космічного корабля для польоту на місяць.

### Проживали, перебували
- Йоб (Йокуб) Претфус — будівничий; близько 1566 року керував будівництвом замку в Білостоці для Петра Веселовського — майбутнього великого маршалка Великого князівства Литовського[13]

## Галерея

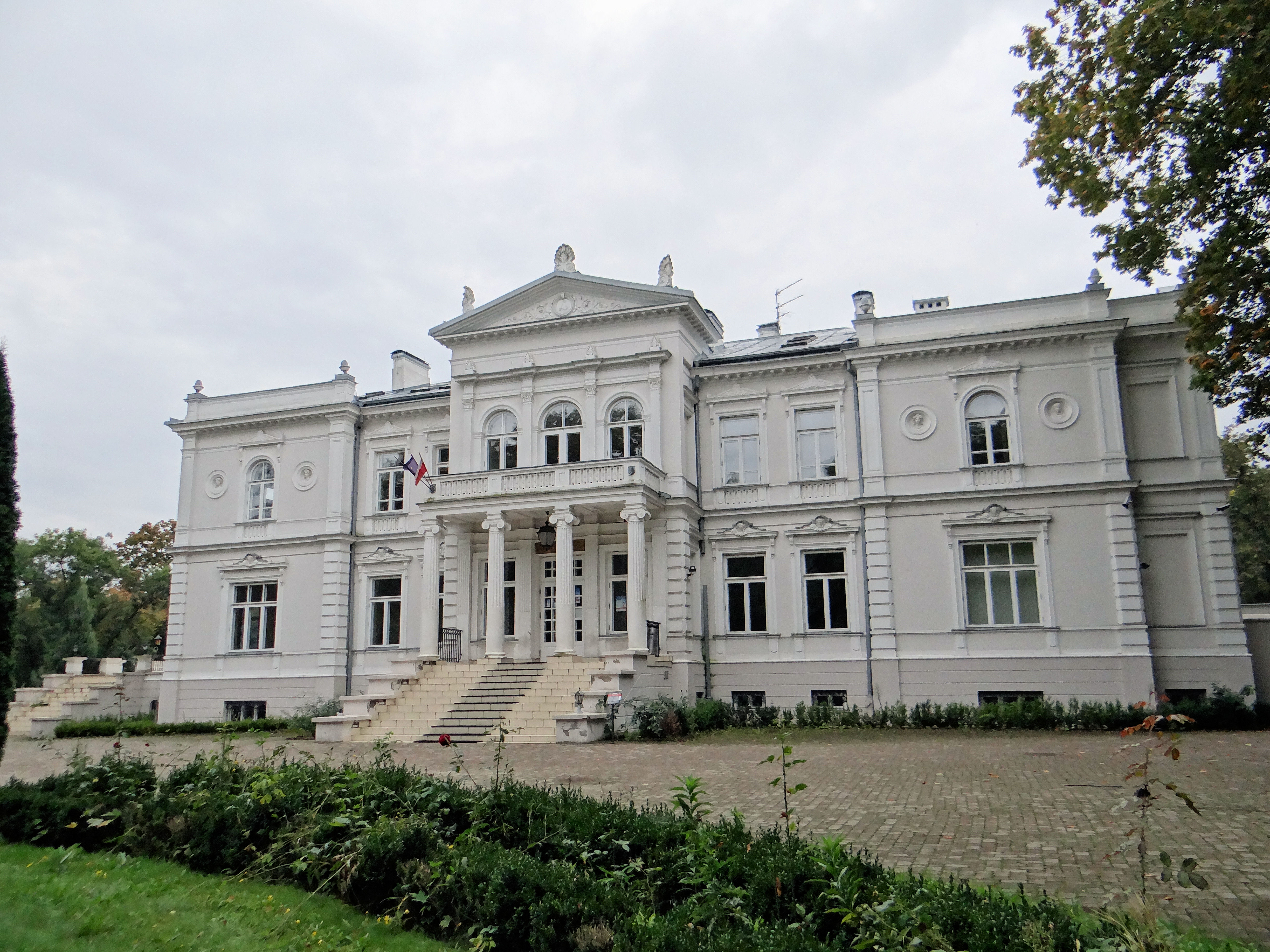
Класицистичний Палац Любомирських
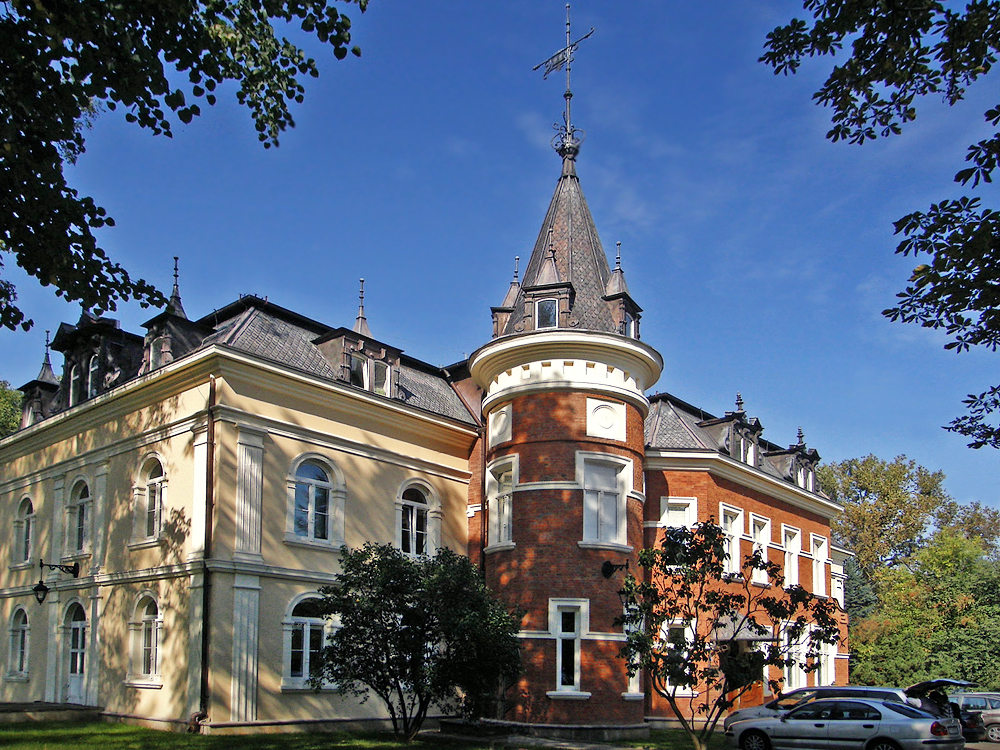
Палац Гасбаха
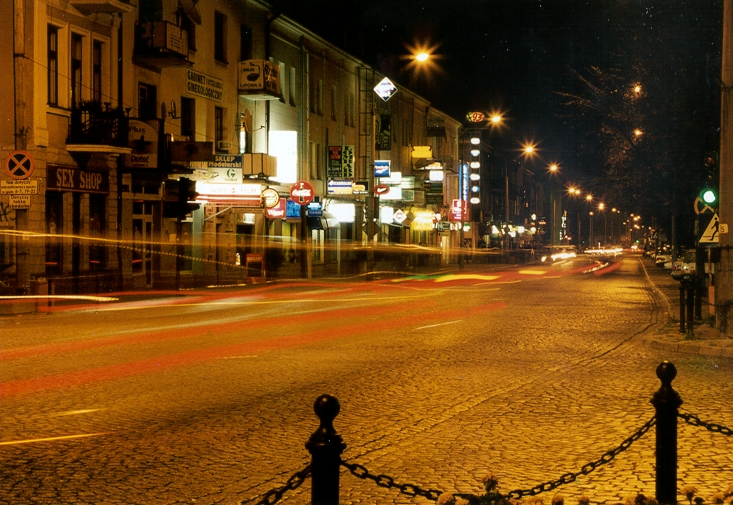
Вулиця Липова вночі
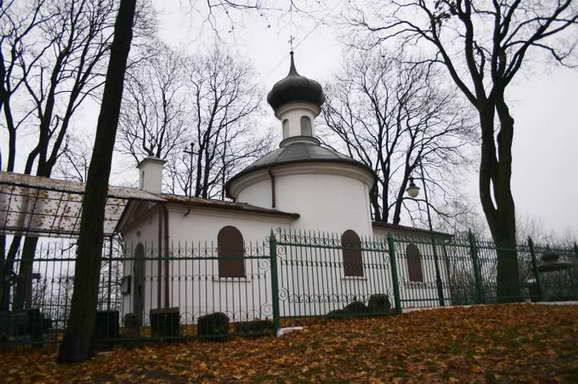
Церква св. Марії Магдаліни
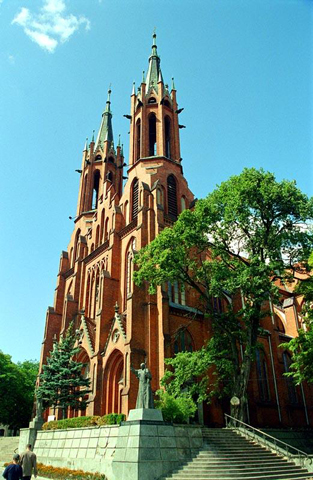
Katedra Wniebowzięcia NMP (1900—1905)
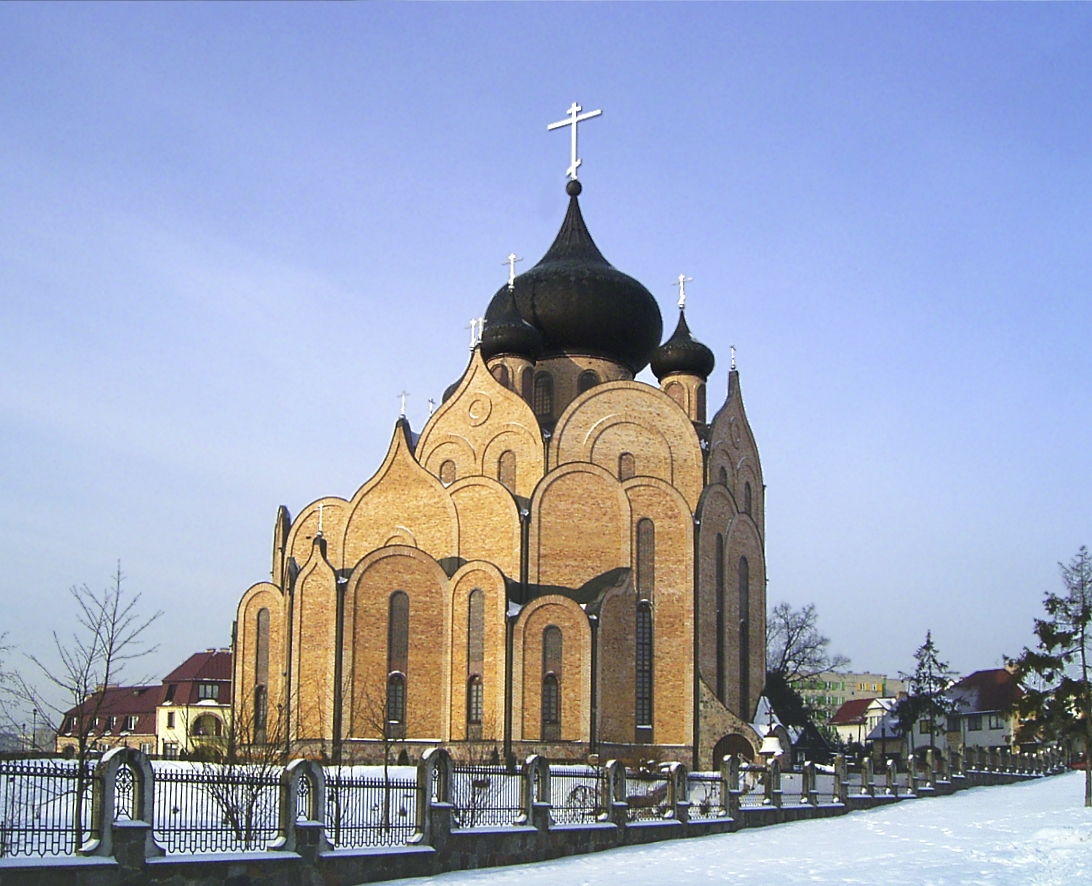
Церква Святого Духа
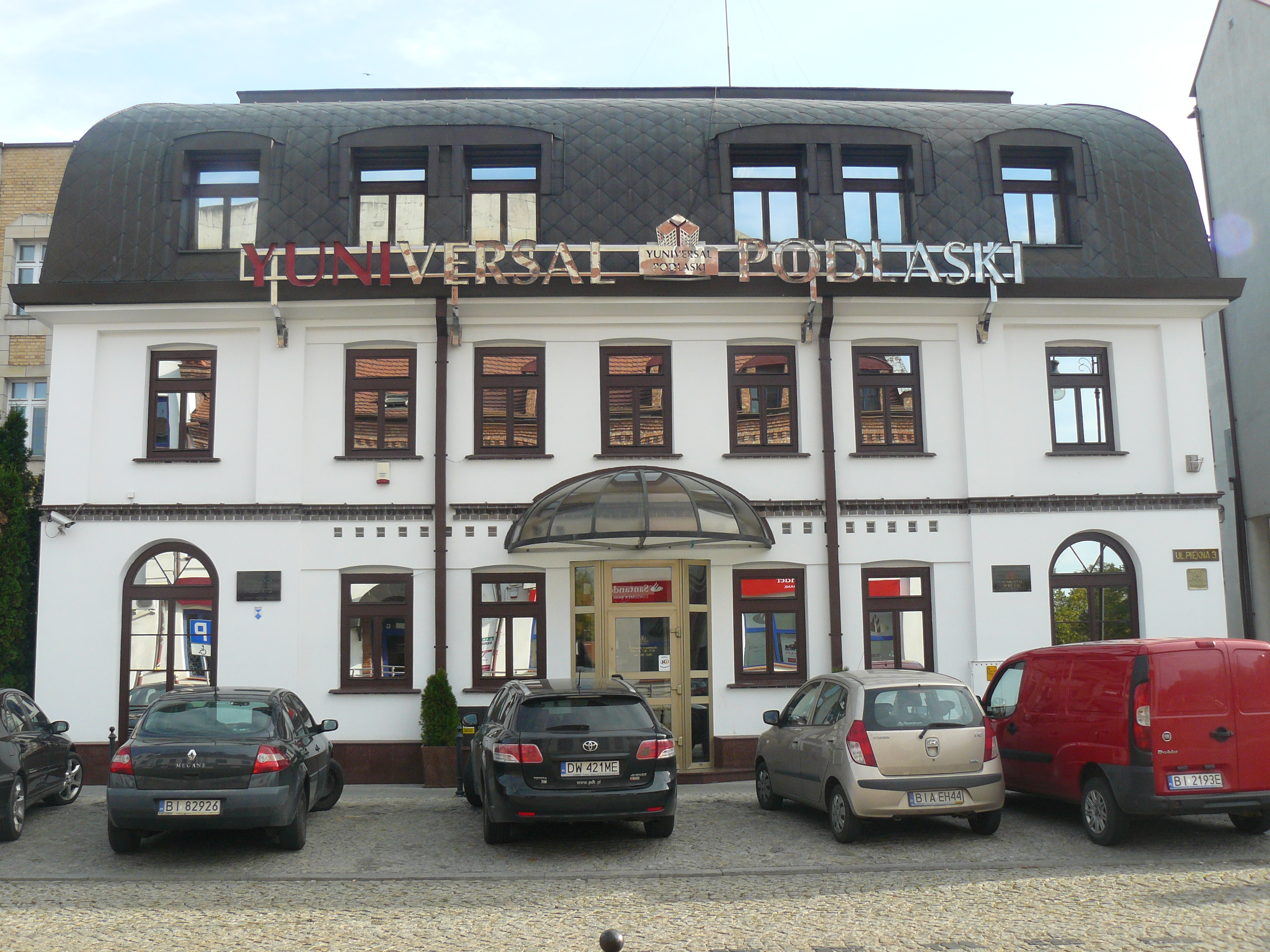
Синагога
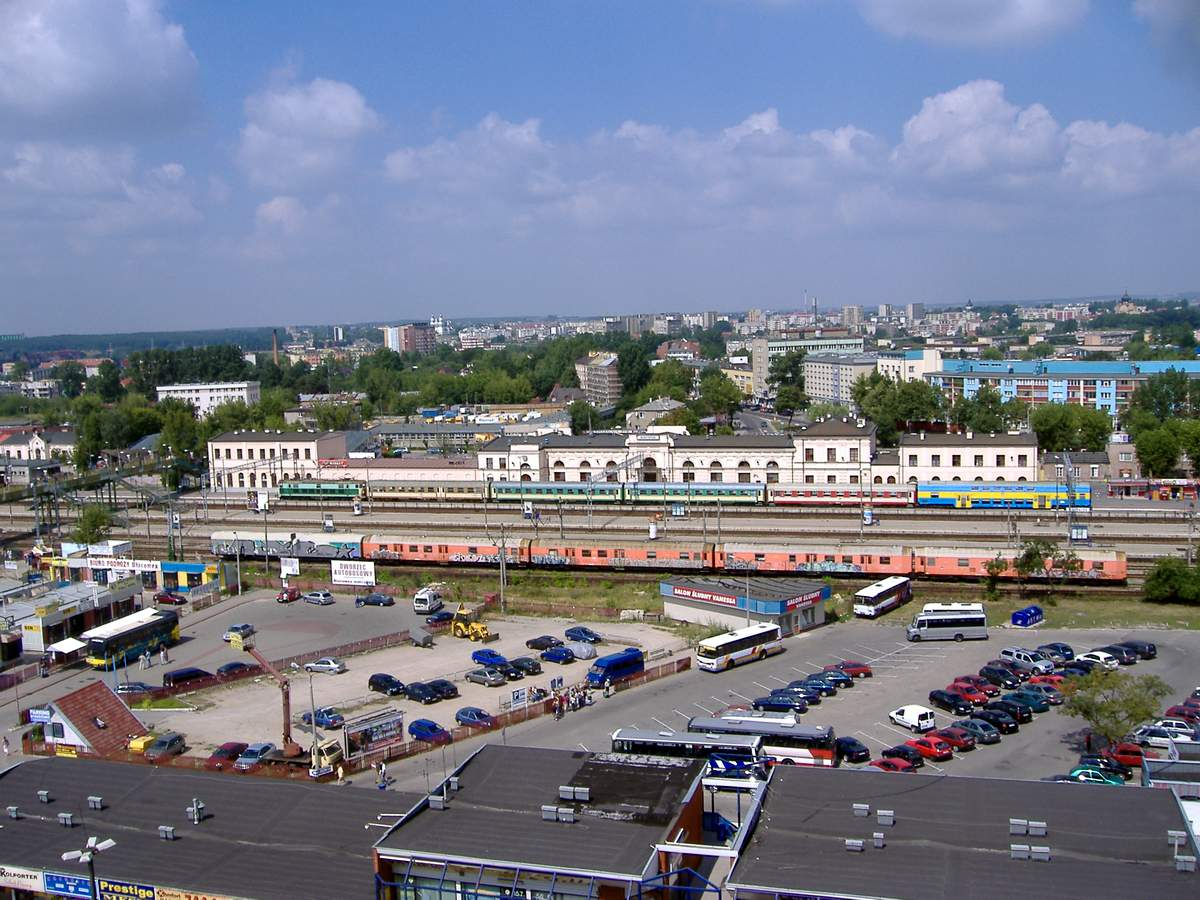
Панорама станції Білосток
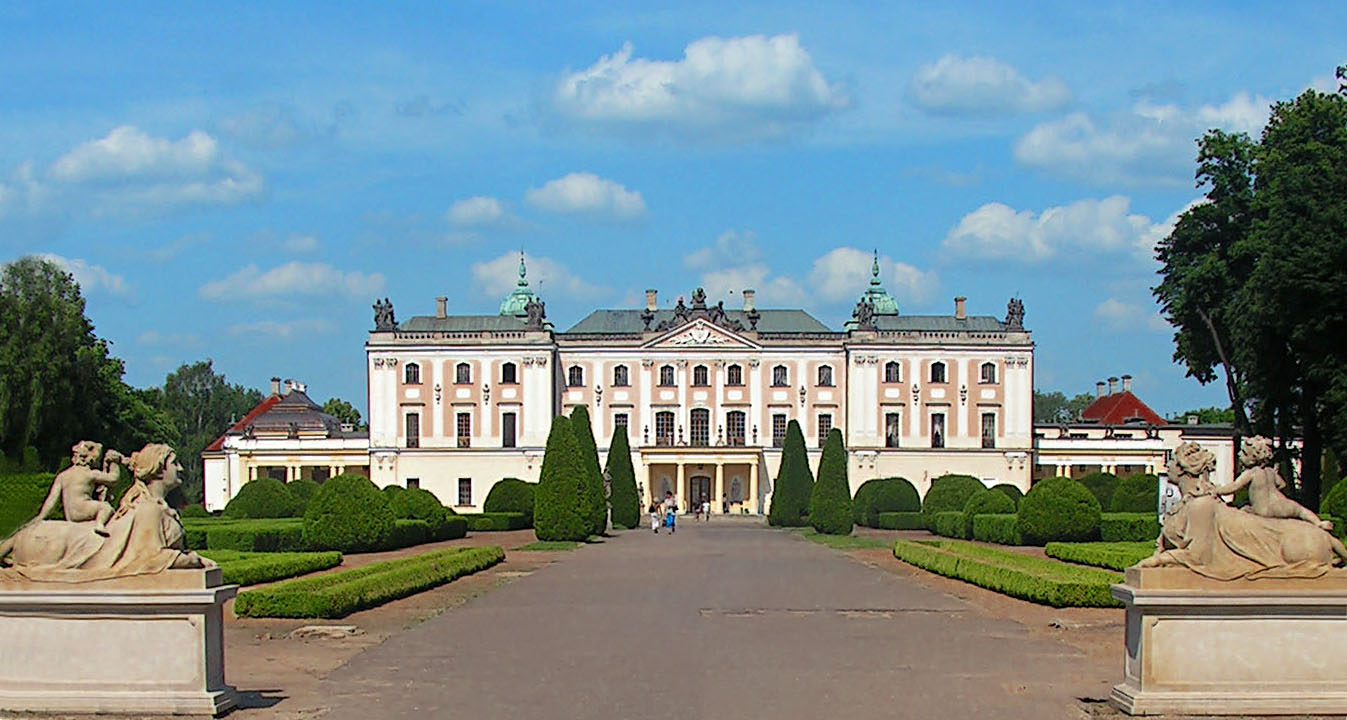
Палац Браницьких
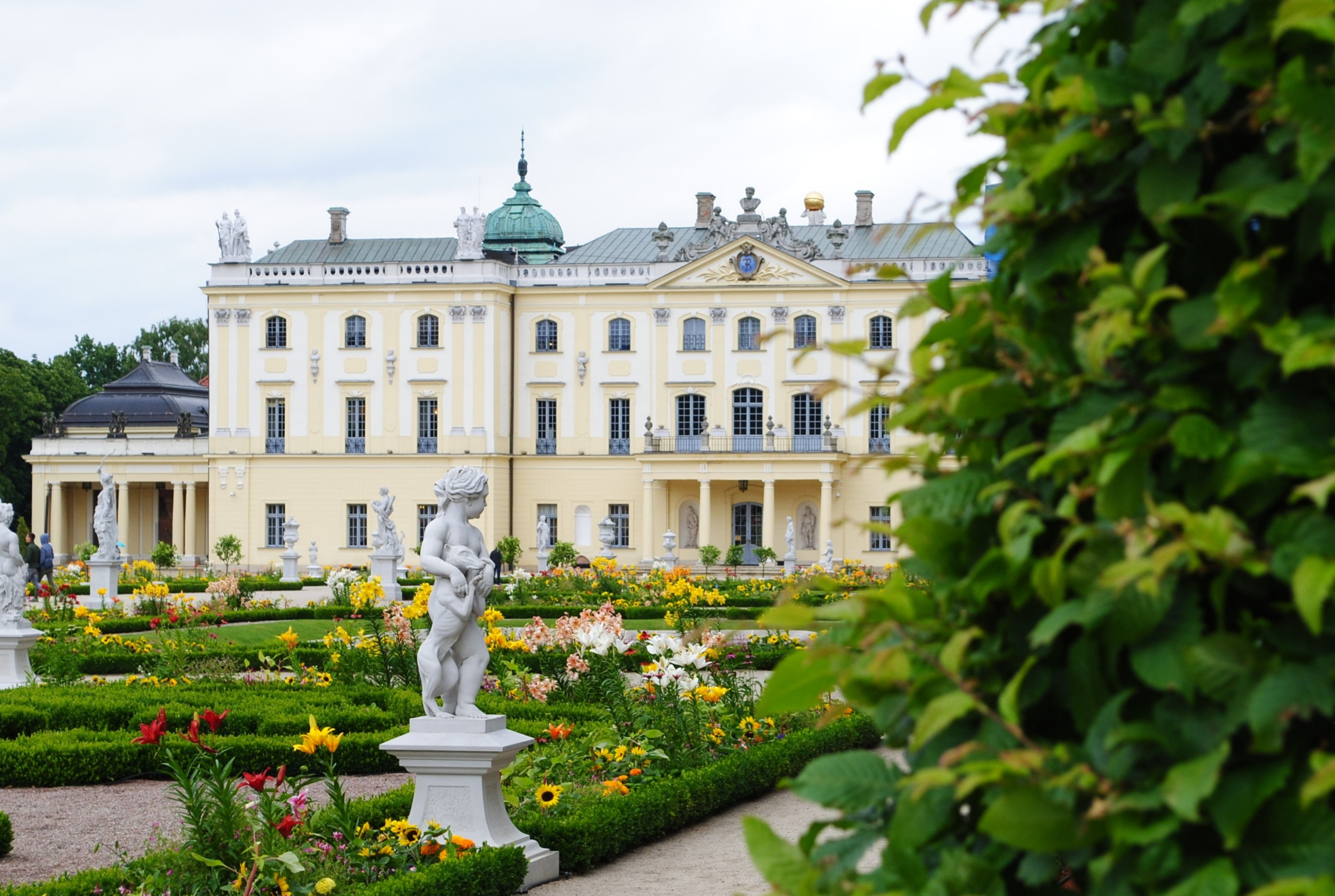
Французький сад при Палаці Браніцьких
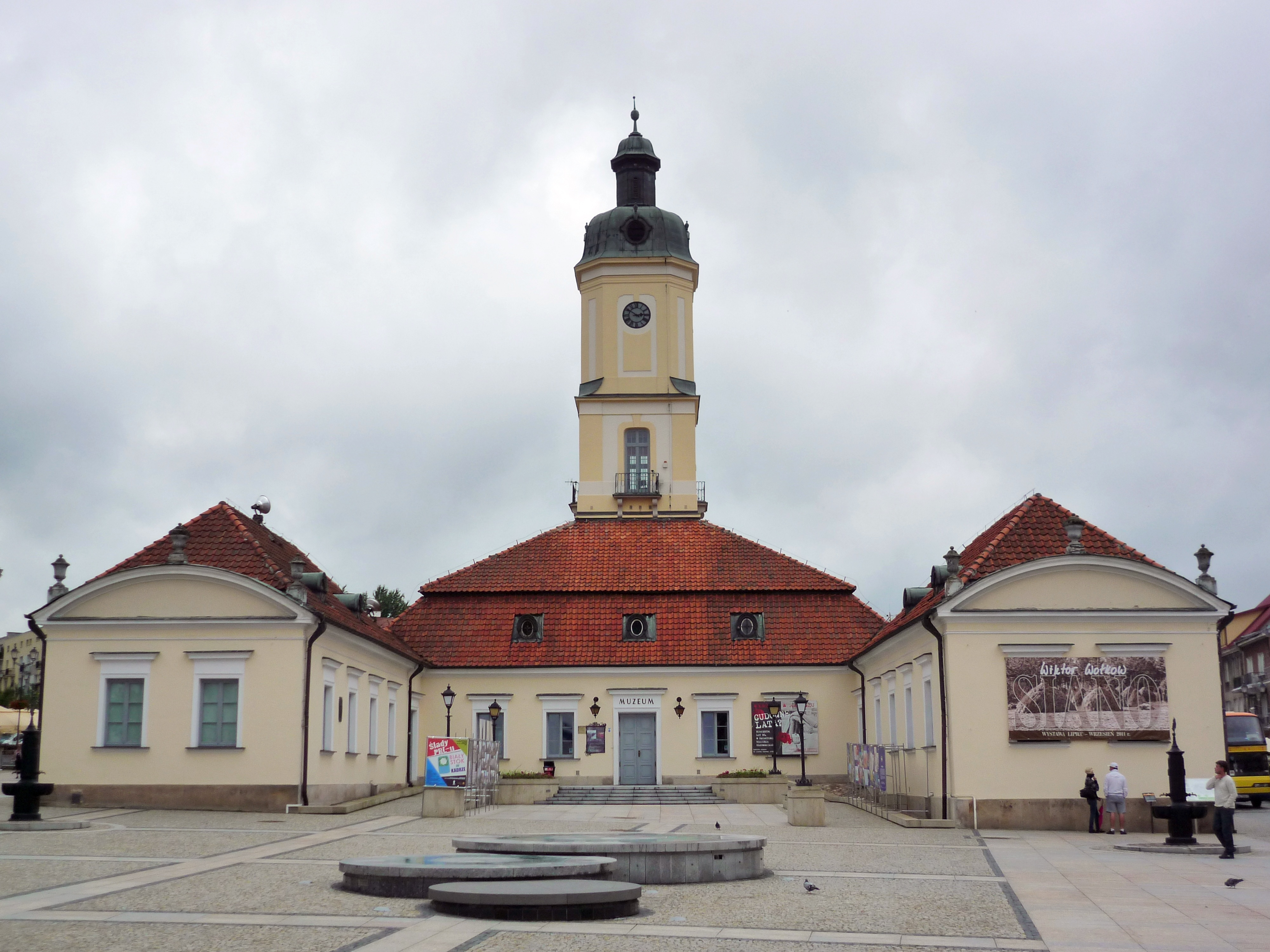
Ратуша-музей Підляський
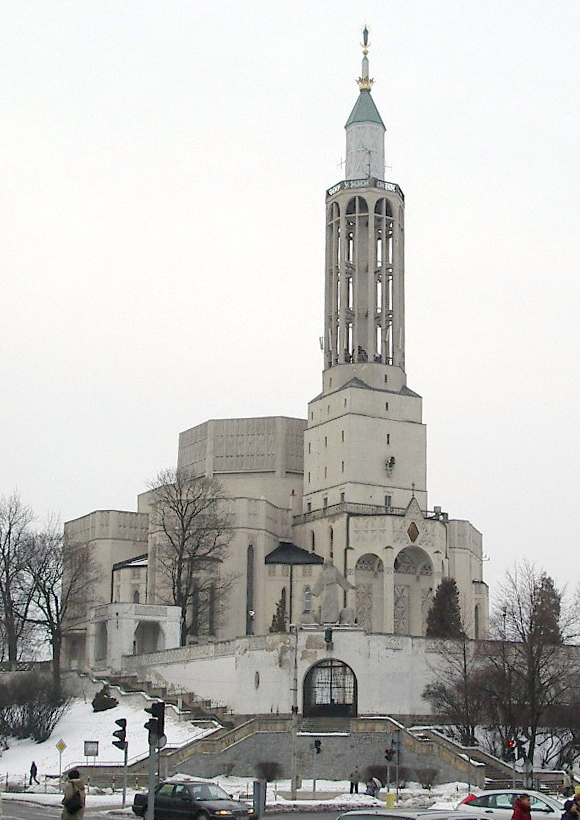
Костел св. Роха
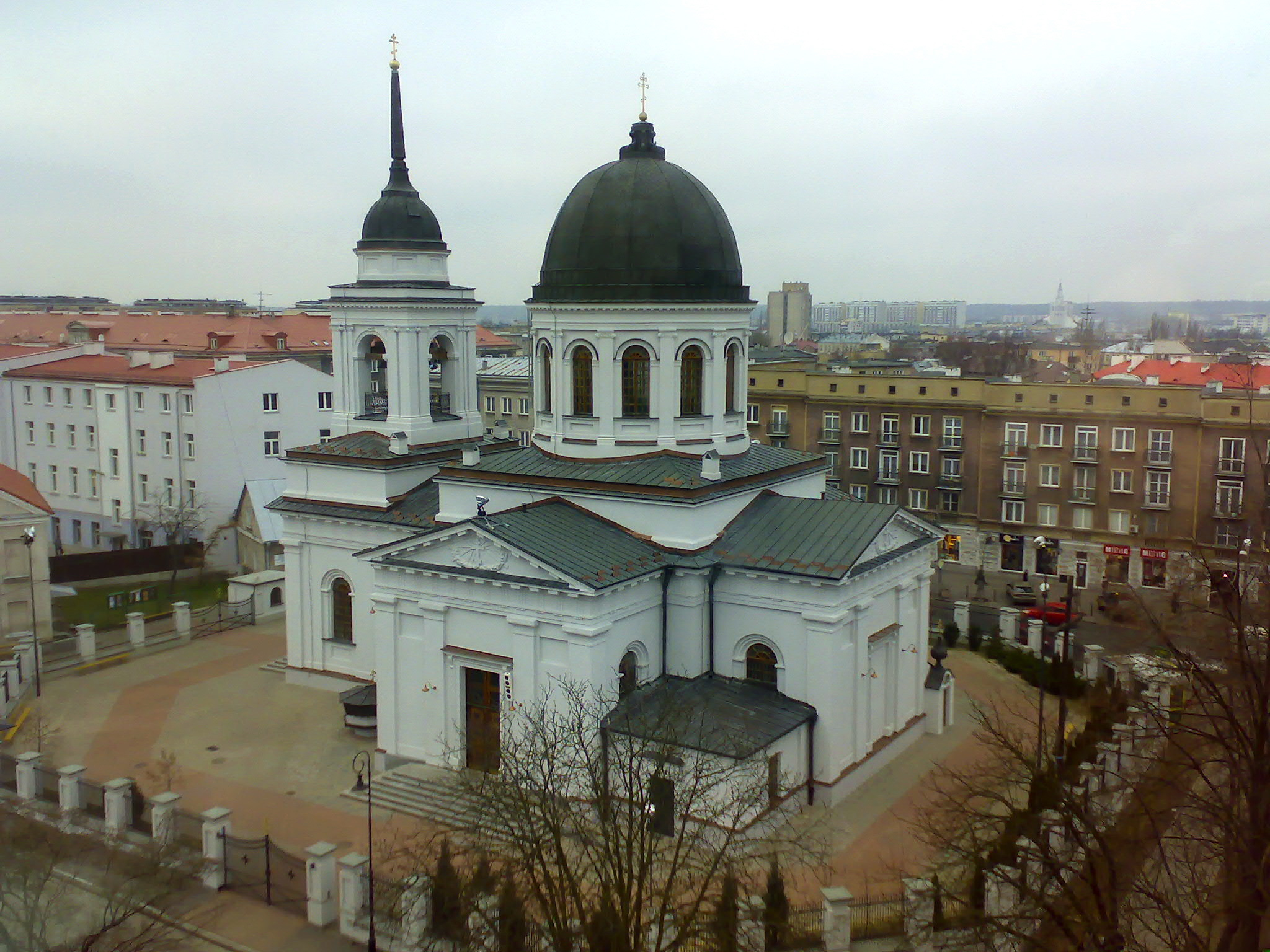
Православна церква
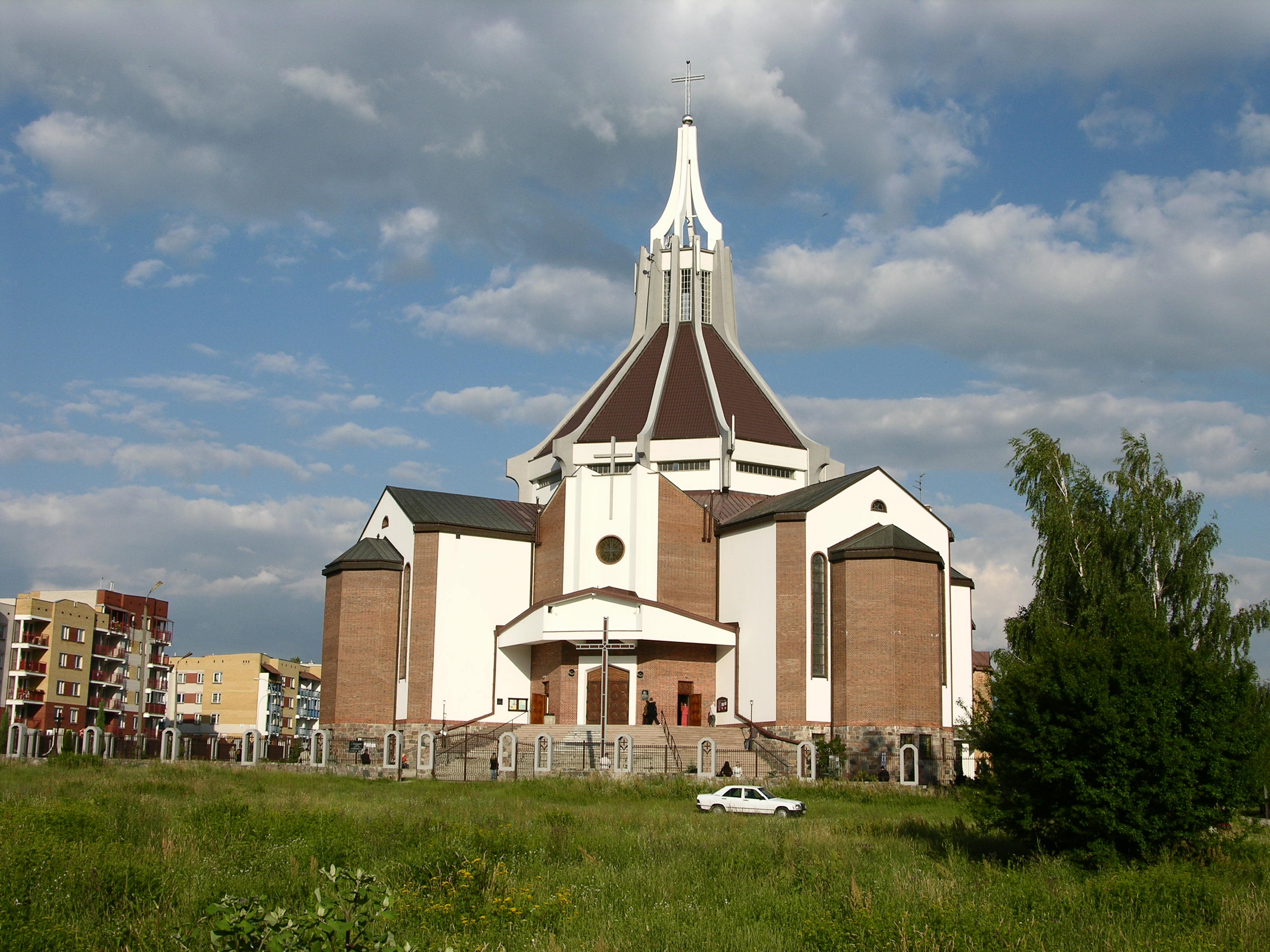
Греко-католицька церква